# Якатага (аэропорт)
Аэропорт Якатага (англ. Yakataga Airport), (ИАТА: CYT, ИКАО: PACY, FAA LID: CYT) — гражданский коммерческий аэропорт, обслуживающий авиационные перевозки района Якатага и находящийся в западной части Боро Якутат (Аляска), США.
Деятельность аэропорта субсидируется за счёт средств Федеральной программы США Essential Air Service (EAS) по обеспечению воздушного сообщения между небольшими населёнными пунктами страны.

## Операционная деятельность
Аэропорт Якатага занимает площадь в 451 гектар, находится на высоте 4 метров над уровнем моря и эксплуатирует одну взлётно-посадочную полосу:
- 8/26 размерами 1326 х 23 метров с травяным/торфовым покрытием.

За период с 1 января 2006 года по 1 января 2007 года Аэропорт Якатага обработал 350 операций взлётов и посадок самолётов (в среднем 29 операций ежемесячно), из них 43 % пришлось на рейсы аэротакси, 43 % составила авиация общего назначения и 14 % — военная авиация.